# Aracnofòbia

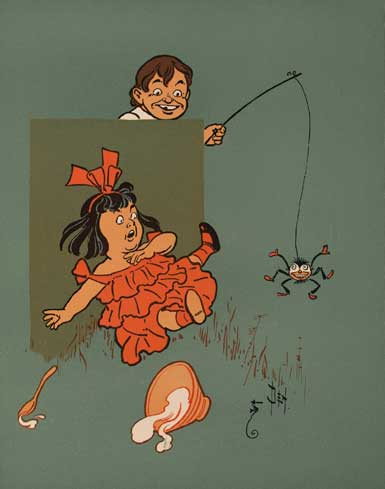
Per aquell qui pateix aracnofòbia, inclús una falsa aranya pot provocar un atac de pànic

L'aracnofòbia (del grec antic ἀράχνη, arákhnē, 'aranya' i φόβος, phóbos, 'por') és la por intensa i irracional (o fòbia) de les aranyes. És una de les fòbies més comunes i possiblement la fòbia d'animals més estesa. Els afectats procuren mantenir-se allunyats de qualsevol lloc on creuen que hi ha aranyes. Si en veuen una de lluny, potser hauran de fer un esforç per a controlar el seu pànic, que es caracteritza per sudoració, respiració ràpida, taquicàrdia i nàusea. La por de les aranyes pot arribar a determinar el lloc on el fòbic decideix viure, o anar de vacances, i limitar els esports o passatemps dels quals pot gaudir.
Com la majoria de les fòbies, l'aracnofòbia es pot guarir amb tractament psicològic. L'habitual és usar mètodes que exposen gradualment al fòbic a l'animal que el terroritza (dessensibilització sistemàtica), però també s'han proposat sistemes de xoc en els quals l'exposició és de gran intensitat i es realitza sobtadament.